# Герб Холмогор
Герб Холмого́р — административного центра Холмогорского сельского поселения Холмогорского муниципального района Архангельской области Российской Федерации.

## Описание и история герба
В 1780 году Холмогоры стали седьмым уездным городом Архангельской провинции Вологодского наместничества и центром Холмогорского уезда .
Герб Холмогор был Высочайше утверждён 17 августа 1781 года императрицей Екатериной II (ПСЗ, 1781, Закон № 15211).
Описание герба Холмогоров гласило:

«В 1-й части щита въ красномъ полѣ часть их герба Вологодскаго Намѣстничества, выходящяя изъ облака рука, держащая золотую державу съ серебрянымъ мечемъ. Сіе внесено для того, что оный городъ принадлежитъ Вологодскому Намѣстничеству.
Во 2-й части щита квадрантъ, въ голубомъ полѣ, въ знакъ того, что сего1781 года Марта 12 дня указомъ Вашего Императорскаго Величества велѣно учредить мореходную школу».

Герб Холмогор был сочинён герольдмейстером, действительным статским советником А. А. Волковым.
В 1784 году Холмогоры перешли в подчинение Архангельского наместничества, а с 1796 года находились в составе Архангельской губернии. Как предполагают историки верхняя часть щита гербов городов Вологодского наместничества, с 1784 года перешедших в подчинение Архангельского наместничества, поменялась на герб Архангельска. Однако официального подтверждения тому нет.
В 1859 году, в период геральдической реформы Кёне, был разработан проект нового герба Холмогор: «В золотом поле зелёная в три холма гора, сопровождаемая вверху чёрною бычачью головой с червлёными глазами и языком. В вольной части герб Архангельской губернии. Щит положен на золотые лежащие накрест молотки, соединённые Александровской лентой» (официально не утверждён). Создатели проекта герба решили внести в герб холмы и сделать герб гласным, отказавшись от квадранта, т.к. мореходная школа из Холмогор была переведена в 1786 году в Архангельск.
На основе исторического герба Холмогор 21 октября 2010 года решением Собрания депутатов Муниципального образования «Холмогорский муниципальный район» был принят герб Холмогорского района.
Герб района имеет следующее описание: «В лазоревом поле на двух серебряных бегущих в стороны волнах — золотая ладья, сопровождаемая во главе серебряным квадрантом».
В 2006 году было образовано сельское поселение — Муниципальное образование «Холмогорское». Решение о реконструкции исторического герба Холмогор в качестве официального символа для Холмогорского сельского поселения представителями сельской власти не принималось.